# Hønsinge Lyng
Hønsinge Lyng er en lille kyst- og sommerhusby ved Sejerø Bugt på Nordvestsjælland med 287 indbyggere  (2024). Byen er beliggende i Vig Sogn 5 kilometer vest for Vig og 27 kilometer nordvest for Holbæk. Den ligger i Odsherred Kommune og tilhører Region Sjælland.
Hønsinge Lyng er etableret som et sommerhusområde, hvor antallet af fastboende for første gang nåede over 200 i 2012, hvorfor det nu defineres som et byområde.